# Максим (Римска Испания)
Вижте пояснителната страница за други личности с името Максим.
Максим е римски узурпатор в периода 409 – 411 в Римска Испания (Иберийски полуостров – днешна Португалия и Испания).
Максим е вероятно син на генерал Геронтий, който служи на император Константин III в Римска Испания през 409. Неговият характер е описван като скромен и покорен. След като Геронтий въстава срещу Константин III, той провъзгласява Максим за август в Таракон. Геронтий поема към Галия, оставайки Максим в Испания. Когато Максим разбира, че Геронтий е разбит при Арлем през 411, побягва заедно с останалите в Испания отряди, след което за него почти нищо не е известно. По всяка вероятност е бил все още жив през 417, и вероятно е пленен в Испания през 422 и убит в Равена.